# Diocesi di Mulia
La diocesi di Mulia (in latino: Dioecesis Muliensis) è una sede soppressa e sede titolare della Chiesa cattolica.

## Storia
Mulia, forse identificabile con le rovine di El-Milia nell'odierna Algeria, è un'antica sede episcopale della provincia romana di Numidia.
Unico vescovo conosciuto di Mulia è Peregrino, il cui nome appare al 109º posto nella lista dei vescovi della Numidia convocati a Cartagine dal re vandalo Unerico nel 484; Peregrino, come tutti gli altri vescovi cattolici africani, fu condannato all'esilio.
Morcelli aggiunge il vescovo Latino (menzionato nel 393), che tuttavia, secondo Mesnage, Jaubert e Mandouze, apparterrebbe alla diocesi di Muzia.
Dal 1925 Mulia è annoverata tra le sedi vescovili titolari della Chiesa cattolica; dal 16 settembre 2023 il vescovo titolare è Andrea Lembo, P.I.M.E., vescovo ausiliare di Tokyo.

## Cronotassi

### Vescovi residenti
- Peregrino † (menzionato nel 484)

### Vescovi titolari
- Odilon Fages, O.S.F.S. † (15 giugno 1928 - 14 ottobre 1939 deceduto)
- István Fiedler † (15 dicembre 1939 - 25 ottobre 1957 deceduto)
- Theodorus van den Tillaart, S.V.D. † (14 novembre 1957 - 3 gennaio 1961 nominato vescovo di Atambua)
- Guy-Marie-Joseph Riobé † (22 luglio 1961 - 23 maggio 1963 succeduto vescovo di Orléans)
- Waldyr Calheiros de Novais † (25 febbraio 1964 - 20 ottobre 1966 nominato vescovo di Barra do Piraí-Volta Redonda)
- Oswald Gomis † (9 aprile 1968 - 2 novembre 1995 nominato vescovo di Anuradhapura)
- John Raymond Manz † (23 gennaio 1996 - 15 luglio 2023 deceduto)
- Andrea Lembo, P.I.M.E., dal 16 settembre 2023